# 格林霍恩 (加利福尼亞州)
格林霍恩（英語：Greenhorn）是位於美國加利福尼亞州普盧默斯縣的一個人口普查指定地區。

## 地理
格林霍恩的座標為39°54′21″N 120°44′55″W / 39.90583°N 120.74861°W，而該地最高點為海拔高度1352米（即4436英尺）。

## 人口
根據2010年美國人口普查的數據，格林霍恩的面積為17.381平方千米，均為陸地。當地共有人口236人，而人口密度為每平方千米13人。